# Testiranje na prisotnost kanabisa
Preizkus na prisotnost kanabisa zajema različne metodologije testov za uporabo kanabisa v medicini, športu in pravu. Uporaba kanabisa je visoko zaznavna  in se lahko odkrije z analizo urina, las, kot tudi s testi sline še po več dnevih ali tednih od zaužitja.
V nasprotju z alkoholom, ki ga lahko relativno natančno izmerimo z uporabo indikatorja alkohola v izdihanem zraku (alkotesta) in potrdimo s preiskavo krvi, je potrditev uporabe kanabisa zamudna, testi pa ne morejo določiti niti približne stopnje količine zaužite droge. Pomanjkanje primernih testov ter soglasja glede stopenj omamljenosti je osnovna težava v razpravi o legalizaciji kanabisa, predvsem glede vožnje pod vplivom psihoaktivnih snovi.
Podatki o količinah, pridobljeni iz tovrstnih analiz, so pogosto v pomoč pri razločevanju aktivne uporabe od pasivne izpostavljenosti prepovedani drogi ter pretečenega časa od uporabe in trajanja le-te.
Test Duguenois-Levine je običajno uporabljen za terensko potrjevanje prisotnosti drog, vendar ne more zagotovo potrditi prisotnosti kanabisa, saj več vrst substanc daje lažne pozitivne rezultate.